# Star Factory

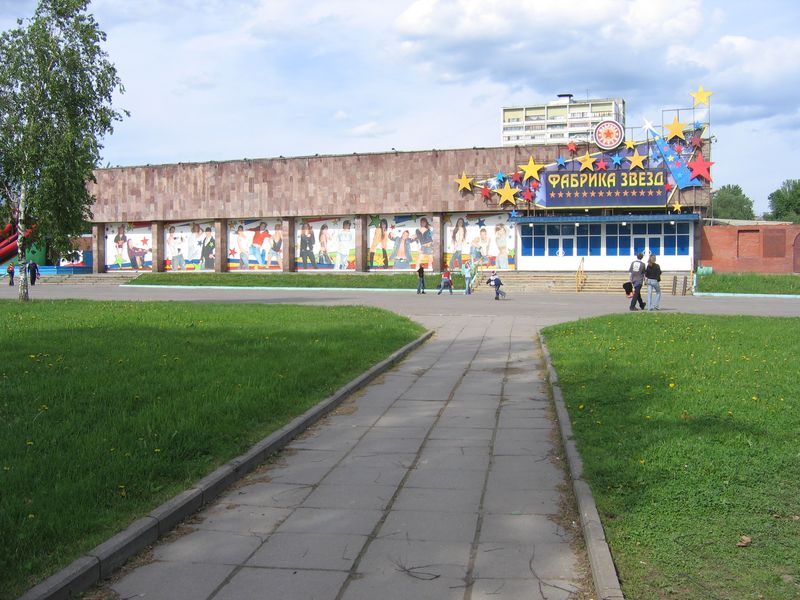
Strar Factory

Star Factory (Фабрика звёзд Fabrika zvyozd) es un programa de televisión ruso del Channel One Russia. 
El espectáculo ha tenido siete temporadas, todas ellas presentadas por Yana Churikova. Entre los exalumnos del programa se encuentran: Julia Savicheva, Natalia Podolskaya, Dmitry Koldun y Elena Temnikova. La última temporada fue patrocinada por la cantante Alla Pugacheva, que había participado en un musical de TV burlándose de Star Factory, junto con Maxim Galkin y Verka Serduchka. 

## Primera Temporada
Los estudiantes:

- "KORNI" boy-band: - ganador
- Pavel Artemiev
- Aleksandr Astashenok
- Aleksandr Berdnikov
- Aleksei Kabanov
- "Fabrika" banda:
- Sati Kazanova
- Aleksandra Savelyeva
- Irina Toneva
- Maria Alalykina - exmiembro
- Mikhail Grebenshikov
- Konstantin Dudoladov
- Tuzikov Gera (Gera Levi)
- Sheriff Musa (JAM)
- Zhanna Cherukhina
- Nickolai Burlak
- Anna Kulikova
- Ekaterina Shemyakina
- Julia Buzhilova

Productor: Igor Matvienko

## Segunda Temporada
Los estudiantes:
- Polina Gagarina - ganador
- Elena Terleeva
- Elena Temnikova
- Yulia Savicheva
- Evgeniya Rasskazova
- Kristian Leinich
- Marianna Belezkaya
- Maria Rzhevskaya
- Aleksei Semenov
- Mijail Reshetnikov
- Pier Narciss
- Dmitriy Astashenok
- Irakliy Pirzhalava
- Juliya Volkova
- Gennadiy Lagutin
- Dmitriy Praskovjin

Productor: Max Fadeev 

## Tercera Temporada
Los estudiantes:
- Malinin Nikita - ganador
- Irina Ortmann
- Maria Vebber
- Roamn Barsukov
- Julia Michalchik
- Nikolay Slichenko
- Svetlana Svetikova
- Ruslan Kurik
- Irina Zhelnova
- Aleksandr Kireev
- Anastacia Krainova
- Kseniya Valeeva
- Dmitriy Golubev
- Oleg Dobrinin
- Lesya Yaroslavskaya
- Sofiya Kuzmina

Productor: Aleksandr Shulgin

## Cuarta Temporada
Los estudiantes:
- Irina Dubzova - ganadora
- Timur Yunusov (Timati)
- Nataliya Korshunova
- Ivan Breusov
- Aleksandr Breslavskiy (Dominick Joker)
- Anton Zacepin
- Kseniya Larina
- Anastacia Kochetkova
- Nadezhda Igoshina
- Nataliya Polyanskaya
- Victoria Bogoslavskaya
- Evgeniya Volkonskaya
- Yuriy Titov
- Stas Pjecha
- Anton Yampolskiy (Paul)
- Ratmir Shishkov
- Aleksandra Chivikova (Aleksa)

Productor: Igor Krutoi

## Quinta Temporada
Los estudiantes:

Victoria Daineko - ganadora
- Mikhail Veselov
- Andrey Shumskiy
- Nataliya Podolskaya
- Kukarskaya Elena (Elena Sergeevna)
- Konstantin Legostaev
- Aleksandra Balakireva
- Elena Kaufmann
- Ruslan Masyukov
- Darya Klushnikova
- Radion Zabolotskiy (Roger)
- Irsen Kudikova
- Julianna Karaulova
- Mike Mironenko
- Aksinya Verjak
- Miguel
- Kirill Garnik
- Lerika Golubeva

Los productores: Alla Pugacheva, Igor Matvienko, Max Fadeev 

## Sexta Temporada
'Los estudiantes':
- 'Dmitry Koldun - ganador '
- Aleksei Khvorostyan
- Arseniy Borodin
- Aleksei Korzin
- Prokhor Shalyapin
- Dan Petrov
- Arina Ryzhenkova
- Anastacia Shevchenko
- Romano Arkhipov
- Julia Lysenko
- Aleksandra Gurkova
- Sogdiana Fedorinskaya
- Mila Kulikova
- Zara
- Viktoriya Kolesnikova
- Olga Voronina
- Sabrina Gadzhikaibova

Productor: Victor Drobysh

## Séptima Temporada
'Los estudiantes':
- 'Anastacia Prihodko - ganadora '
- 2.°: Mark Tishmann
- 3.º: Yin Yang:
- Artem Ivanov
- Julia Parshuta
- Sergey Ashikhmin
- Tatyana Bogacheva
- 3.ª: "Bis" Grupo:
- Dmitriy Bikbaev
- Vsevolod Sokolovskiy
- Gergiy Ivashenko (Cachorros)
- Alexei KUZNETZOV (Aleksei Svetlov)
- Margarita Gerasimovich (Dakota)
- Korneliya Donato Mango
- Nataliya Tumshevits
- Ekaterina Zipina
- Anna Kolodko
- Chinyanga Phil (Phil Yang)

Repuestos: 
- Elena Mizuk
- Vitaliy Chirva
- Leonid Panov
- Julia Zemskaya

Los productores: Konstantin y Valeri Meladze